# Кеннах, Питер
Питер Кеннах (мэн. Peter Kennaugh; род. 15 июня 1989 в Дугласе, остров Мэн, Великобритания) — британский трековый и профессиональный шоссейный велогонщик, выступавший с 2010 по 2017 год за британскую команду Ineos Grenadiers. Олимпийский чемпион 2012 года и рекордсмен мира в командной гонке преследования. Двукратный чемпион Великобритании в групповой гонке на шоссе. Кавалер Ордена Британской империи. В сезоне 2018 года подписывает двухлетний контракт с немецкой Bora-Hansgrohe.
Второй после гребца Сидни Эрнста Суонна уроженец острова Мэн, ставший олимпийским чемпионом.

## Победы на треке
2006
- Чемпионат мира среди юниоров
  -  Скрэтч — 1-е место
  -  Командная гонка преследования — 3-е место
- Чемпионат Европы по трековым велогонкам (юниоры)
  -  Командная гонка преследования — 1-е место

2007
- Чемпионат Европы по трековым велогонкам
  -  Командная гонка преследования (до 23 лет) — 1-е место
  -  Командная гонка преследования (юниоры) — 1-е место
  -  Скретч (юниоры) — 2-е место
- 6-дневная велогонка: Гент — 1-е место

2008
- 6-дневная велогонка: Берлин — 1-е место
- 6-дневная велогонка: Копенгаген — 1-е место

2009
- Кубок мира UCI
  -  Баллеруп, командная гонка преследования — 1-е место
  -  Пекин, мэдисон — 1-е место
- Чемпионат Великобритании, мэдисон — 1-е место (с Марком Кристианом)

2010
- Чемпионат Великобритании
  -  Скрэтч — 1-е место
  -  Индивидуальная гонка преследования — 1-е место

2011
- Чемпионат Великобритании
  -  Мэдисон — 1-е место (с Люком Роувом)
  -  Гонка по очкам — 1-е место
- Чемпионат мира, командная гонка преследования — 3-е место

2012
- Олимпийские игры, командная гонка преследования — 1-е место
- Чемпионат мира, командная гонка преследования — 1-е место

2013
- Игры Содружества, гонка по очкам — 2-е место

## Победы на шоссе
2007
- Британские национальные юниорские серии — 1-е место

2008
- Международный трофей Бастианелли
- Гран-при Каподарко
- Тур Эльзаса — этап 1 (ТТТ)

2009
- Джиробио — этап 3 и 3-е место в общем зачёте

2013
- Джиро дель Трентино — этап 1b (ТТТ)

2014
- Чемпион Великобритании в групповой гонке
- Неделя Коппи и Бартали — этапы 1b (ТТТ), 2 и генеральная классификация
- Тур Австрии — этап 1, очковая и генеральная классификация

2015
- Чемпион Великобритании в групповой гонке
- Критериум Дофине — этап 1
- Тур Романдии — этап 1 (ТТТ)

2016
- Кэдел Эванс Грейт Оушен Роуд
- Вуэльта Испании — этап 1 (ТТТ)
- Herald Sun Tour — этап 1

2017
- Критериум Дофине — этап 7

## Статистика выступлений на Гранд Турах
| Гонка           | 2010 | 2011 | 2012 | 2013 | 2014 | 2015 | 2016 | 2017 |
| --------------- | ---- | ---- | ---- | ---- | ---- | ---- | ---- | ---- |
| Джиро д'Италия  | —    | 87   | НФ   | —    | —    | —    | —    | —    |
| Тур де Франс    | —    | —    | —    | 77   | —    | НФ   | —    | —    |
| Вуэльта Испании | НФ   | —    | —    | —    | 71   | —    | 42   | —    |

- Тур де Франс
  - Участие:2
    - 2013: 77
    - 2015: сход на 16 этапе

- Джиро д'Италия
  - Участие:2
    - 2011: 87
    - 2012: сход на 17 этапе

- Вуэльта Испании
  - Участие:3
    - 2010: сход на 8 этапе
    - 2014: 71
    - 2016: 42; Победа на этапе 1 (TTT);  майка лидера в течение 1-го дня